# Siamodon
Siamodon là một chi khủng long, được Buffetaut & V. Suteethorn mô tả khoa học năm 2011.